# Askim Næringspark (przystanek kolejowy)
Askim Næringspark – kolejowy przystanek osobowy w Askim, w regionie Østfold w Norwegii, jest oddalony od Oslo Sentralstasjon o 53,41 km i 29,10 km od Ski. Jest położony na wysokości 130,1 m n.p.m.

## Ruch pasażerski
Należy do linii Østfoldbanens østre linje. Jest elementem - kolei aglomeracyjnej w Oslo - w systemie SKM ma numer 560. Obsługuje Rakkestad, Mysen, Ski i Oslo Sentralstasjon i Skøyen. Pociągi odjeżdżają co godzinę. Jest to ich jedyne miejsce zatrzymania między Oslo i Ski.

## Obsługa pasażerów
Wiata, parking na 15 miejsc. Odprawa podróżnych w pociągu.